# FIBA
Liên đoàn bóng rổ quốc tế (tiếng Pháp: Fédération Internationale de Basket-ball - FIBA) là một hiệp hội của các tổ chức quốc gia quản lý bóng rổ trên thế giới. Ban đầu được gọi là Liên đoàn bóng rổ nghiệp dư quốc tế (Fédération Internationale de Basketball Amateur), viết tắt là FIBA, năm 1989 bỏ từ Amateur của tên chính thức nhưng vẫn giữ nguyên từ viết tắt; "BA" hiện tại là hai chữ cái đầu của từ basketball.
FIBA quy định luật bóng rổ quốc tế, quy định cụ thể các thiết bị và cơ sở vật chất cần thiết, quy định việc chuyển nhượng vận động viên qua các quốc gia, và kiểm soát việc bổ nhiệm trọng tài quốc tế. Hiện có tổng cộng 215 liên đoàn quốc gia thành viên, theo việc tổ chức từ năm 1989 chia thành 5 khu vực: châu Á, châu Âu, châu Đại Dương, châu Mỹ và châu Phi.
Giải bóng rổ vô địch thế giới là giải đấu cấp thế giới dành cho các đội tuyển quốc gia nam tổ chức bốn năm một lần. Các đội tuyển sẽ tranh Naismith Trophy, được đặt tên theo nhà sáng lập bóng rổ người Canada James Naismith. Giải đấu có cấu trúc tương tự nhưng không giống như FIFA World Cup của môn bóng đá; giải đấu được diễn ra cùng năm từ 1970 tới 2014, nhưng bắt đầu từ 2019, World Cup bóng rổ sẽ được chuyển sang thi đấu sau FIFA World Cup một năm. Sự kiện song song dành cho các đội tuyển nữ, Giải bóng rổ nữ vô địch thế giới, cũng được tổ chức theo chu kỳ 4 năm; từ 1986 tới 2014, được tổ chức cùng năm với sự kiện dành cho nam nhưng ở một quốc gia khác. Giải nữ sẽ tiếp tục diễn ra cùng năm với FIFA World Cup.
Năm 2009 FIBA công bố ba giải đấu mới: hai giải vô địch U-17 thế giới với 12 đội (dành cho nam và nữ) được tổ chức vào tháng 7 năm 2010, và giải vô địch thế giới các câu lạc bộ với 8 đội được tổ chức vào tháng 10 năm 2010. Tuy nhiên, Giải vô địch thế giới các câu lạc bộ đã không diễn ra. Thay vào đó, FIBA tổ chức lại giải vô địch thế giới các câu lạc bộ ban đầu, FIBA Intercontinental Cup, vào năm 2013
Giải đấu FIBA toàn cầu mới nhất dành cho các đội tuyển quốc gia là giải đấu nửa sân 3x3 (ba đấu ba). Giải bóng rổ 3x3 vô địch U-18 thế giới được ra mắt năm 2011, và Giải bóng rổ 3x3 vô địch thế giới vào năm sau đó. Tất cả đều bao gồm các giải đấu riêng biệt dành cho nam, nữ và các đội hỗn hợp. Giải U-18, được tổ chức thường niên, với 32 đội ở mỗi giải. Giải vô địch thế giới 24 đội mỗi giải được tổ chức vào các năm chẵn.

## Lịch sử

FIBA chia thành 5 khu vực, dựa theo châu lục.

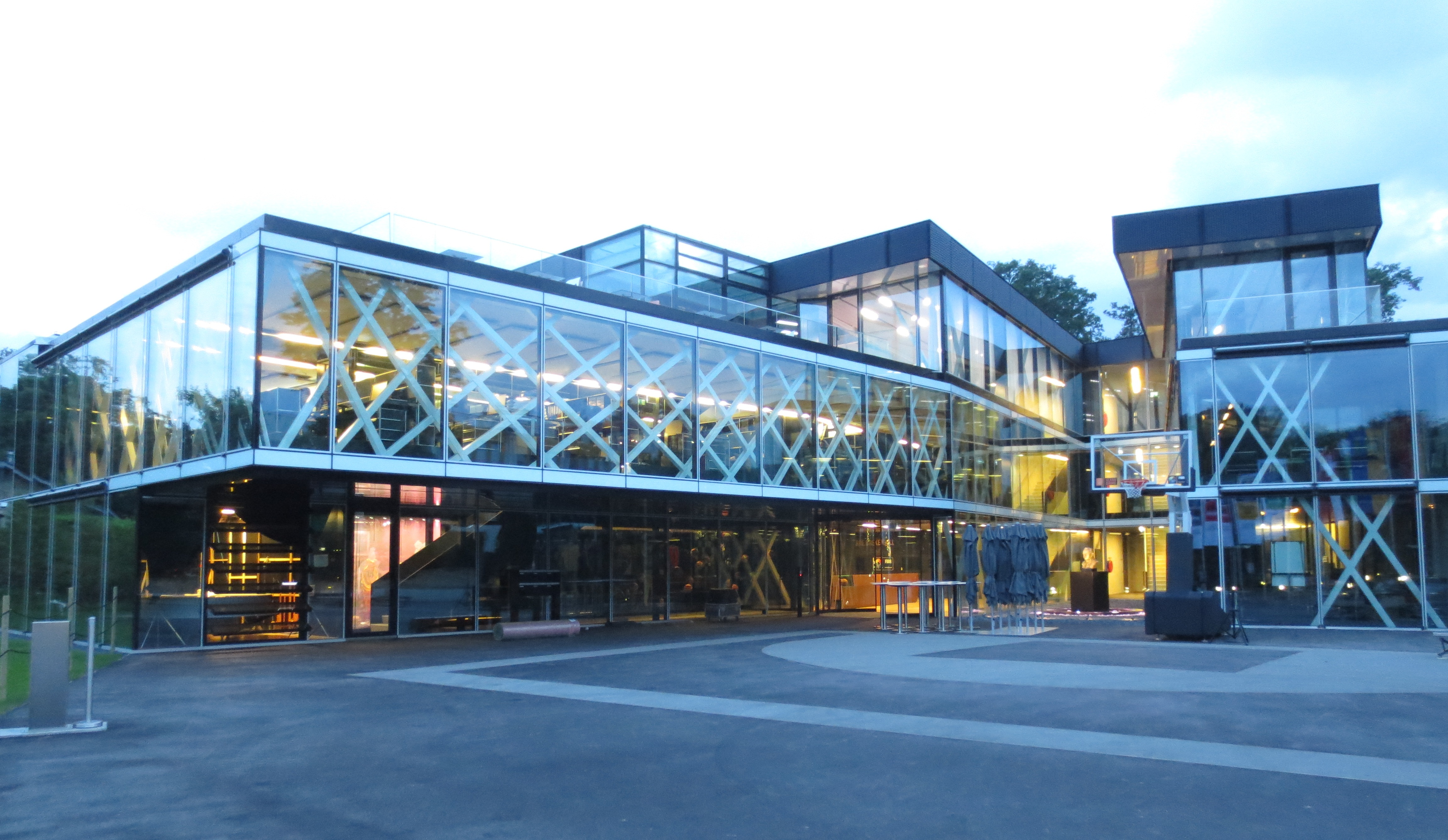
FIBA ở Mies.

Hiệp hội được thành lập tại Geneva năm 1932, hai năm sau đó được chính thức công nhận bởi IOC. Tên ban đầu được gọi là Fédération Internationale de Basketball Amateur. Tám thành viên sáng lập là: Argentina, Bồ Đào Nha, Hy Lạp, Latvia, Romania, Thụy Sĩ, Tiệp Khắc và Ý. Tại Thế vận hội Mùa hè 1936 tổ chức tại Berlin, Liên đoàn quyết định James Naismith (1861–1939), người sáng lập ra bóng rổ, là Chủ tịch Danh dự.
FIBA tổ chức một giải vô địch thế giới, hiện được gọi là World Cup, dành cho nam từ năm 1950 và giải vô địch thế giới nữ, hiện được gọi là World Cup nữ, từ 1953. Từ năm 1986 tới 2014, cả hai đều diễn ra bốn năm một lần, xen giữa các kỳ Olympic. Như đã đề cập ở trên, World Cup nam sẽ chuyển sang chu kỳ bốn năm mới với các giải đấu diễn ra trước Thế vận hội Mùa hè một năm kể từ sau 2014.
Năm 1989, FIBA cho phép các vận động viên chuyên nghiệp tham dự Olympic như các cầu thủ từ NBA của Hoa Kỳ. Tại thời điểm đó, Fédération Internationale de Basket-ball Amateur trở thành Fédération Internationale de Basket-ball, nhưng vẫn giữ tên viết tắt FIBA.
Trụ sở liên đoàn chuyển tới Munich năm 1956, nhưng trở lại Geneva năm 2002.
Patrick Baumann hiện là Tổng thư ký FIBA.
Năm 1991, FIBA Hall of Fame được thành lập; buổi lễ đầu tiên được diễn ra vào ngày 12 tháng 9 năm 2007 trong thời gian diễn ra EuroBasket 2007. Vào lễ kỷ niệm lần thứ 81 năm 2013, FIBA chuyển tới trụ sở mới, "The House of Basketball", ở Mies.

### Chủ tịch
- 1932–1948: Leon Bouffard
  - 1932–1939: James A. Naismith (danh dự)
- 1948–1960: Willard Greim
- 1960–1968: Antonio dos Reis Carneiro
- 1968–1976: Abdel Moneim Wahby
- 1976–1984: Gonzalo Puyat II
- 1984–1990: Robert Busnel
- 1990–1998: George E. Killian
- 1998–2002: Abdoulaye Seye Moreau
- 2002–2006: Dr. Carl Men Ky Ching
- 2006–2010: Bob Elphinston
- 2010–2014: Yvan Mainini
- 2014–2019: Horacio Muratore
- 2019–nay: Hamane Niang

### Tổng thư ký
- 1932–1976: Renato William Jones
- 1976–2002: Borislav Stanković
- 2002–2018: Patrick Baumann
- 2018– nay:Andreas Zagklis

## Các giải đấu

### Vô địch thế giới
| Giải đấu | FIBA World Cup  | Năm  | Olympic       | Năm  |
| -------- | --------------- | ---- | ------------- | ---- |
| Nam      | Tây Ban Nha (2) | 2019 | Hoa Kỳ (15)   | 2016 |
| Nữ       | Hoa Kỳ (10)     | 2018 | Hoa Kỳ (80    | 2016 |
| U-19 Nam | Hoa Kỳ (7)      | 2019 | Argentina (1) | 2018 |
| U-19 Nữ  | Hoa Kỳ (8)      | 2019 | Hoa Kỳ (2)    |      |
| U-17 Nam | Hoa Kỳ (5)      | 2018 | N/A           |      |
| U-17 Nữ  | Hoa Kỳ (4)      | 2018 | N/A           |      |

- Thế vận hội trẻ Mùa hè là giải đấu dành cho U-19, thi đấu theo thể thức FIBA 3x3.

### Vô địch châu lục
| Giải     | FIBA châu Phi | Năm  | FIBA châu Mỹ | Năm  | FIBA châu Á     | Năm  | FIBA châu Âu    | Năm  | FIBA châu Đại Dương | Năm  |
| -------- | ------------- | ---- | ------------ | ---- | --------------- | ---- | --------------- | ---- | ------------------- | ---- |
| Nam      | Tunisia (2)   | 2017 | Hoa Kỳ (7)   | 2017 | Úc (1)          | 2017 | Slovenia (1)    | 2017 |                     |      |
| Nữ       | Nigeria (4)   | 2019 | Canada (3)   | 2017 | Nhật Bản (4)    | 2017 | Tây Ban Nha (4) | 2019 |                     |      |
| U-19 Nam | Mali (1)      | 2018 | Hoa Kỳ (9)   | 2018 | Úc (1)          | 2018 | Tây Ban Nha (4) | 2019 | New Zealand (1)     | 2016 |
| U-19 Nữ  | Mali (7)      | 2018 | Hoa Kỳ (10)  | 2018 | Trung Quốc (16) | 2018 | Ý (3)           | 2019 | Úc (7)              | 2016 |
| U-17 Nam | Ai Cập (4)    | 2019 | Hoa Kỳ (6)   | 2019 | Úc (1)          | 2017 | Tây Ban Nha (5) | 2019 | Úc (5)              | 2017 |
| U-17 Nữ  | Mali (6)      | 2019 | Hoa Kỳ (5)   | 2019 | Úc (1)          | 2017 | Nga (6)         | 2019 | Úc (5)              | 2017 |

### Vô địch 3x3 thế giới
| Giải     | Vô địch thế giới | Năm  |
| -------- | ---------------- | ---- |
| Nam      | Hoa Kỳ (1)       | 2019 |
| Nữ       | Trung Quốc (1)   | 2019 |
| U-18 Nam | Hoa Kỳ (1)       | 2019 |
| U-18 Nữ  | Hoa Kỳ (4)       | 2019 |

## Bảng xếp hạng FIBA thế giới
- #1 nam:  Hoa Kỳ
- #1 nữ:  Hoa Kỳ
- #1 trẻ nam:  Hoa Kỳ
- #1 trẻ nữ:  Hoa Kỳ
- #1 tổng:  Hoa Kỳ

## Tài trợ
- Champion
- Intersport
- Japan Airlines
- Molten
- Peak
- Tissot